# 非暴力革命
非暴力革命主要是指手无寸铁的平民运用公民抵抗策略，包括各种形式的非暴力抵抗，促使威权主义政府下台，而不使用或威胁使用暴力。虽然许多公民抵抗运动的目标较为有限，并不一定是革命，但非暴力革命通常也倡导民主、人权和民族独立。